# Гриндометр
Гриндометр — прибор для анализа размера частиц и агломератов, определения степени перетира при испытании лакокрасочных материалов и масляных красок.

## О приборе
Прибор состоит из двух элементов — блока (клин), на котором нанесена шкала измерения и скребка. Клин изготавливается различных модификаций: от 15 до 150 микрон.
Краска или другой материал заливается в специальное отверстие, после чего скребком равномерное распределяется по поверхности. В итоге определяется степень перетира. На измерительной поверхности в центре прибора находится клинообразный паз с увеличивающейся глубиной.
Степень перетира — показатель, характеризующий размер наиболее крупных твердых частиц в смеси пигмента с пленкообразующим веществом.

## Нормативно-техническая документация
Приборы выпускаются в соответствии с ГОСТ 6589-74 или ISO 1524.